# United States House Committee on Appropriations

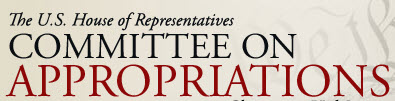
Logo des House Committee on Appropriations

Das United States House Committee on Appropriations (deutsch: Bewilligungsausschuss) ist ein ständiger Ausschuss des Repräsentantenhauses der Vereinigten Staaten. Derzeitiger Vorsitzender ist Tom Cole (R-OK), Oppositionsführerin (Ranking Member) ist Rosa DeLauro (D-CT).

## Aufgabenbereich
Der Bewilligungsausschuss hat eines der breitesten Zuständigkeiten aller Ausschüsse im Kongress. Er ist für die Bewilligung der meisten Bundesausgaben zuständig. Gemäß Regel X der Geschäftsordnung des Repräsentantenhauses ist die Zuständigkeit des Bewilligungsausschusses wie folgt definiert: „(1) Verwendung der Einnahmen zur Unterstützung der Regierung. (2) Rücknahmen von in Haushaltsgesetzen enthaltenen Mitteln. (3) Ausgleich von unerwartete Ausgaben. (4) Gesetzentwürfe und gemeinsame Entschließungen, die von anderen Ausschüssen vorgelegt wurden, die eine neue Berechtigungsberechtigung gemäß Abschnitt 3(9) des Congressional Budget Act von 1974 vorsehen und gemäß Klausel 4(a)(2) an den Ausschuss verwiesen wurden.“

## Geschichte
In der US-Verfassung, Artikel I, Abschnitt 9, Klausel 7 heißt es:
„Kein Geld darf aus der Staatskasse entnommen werden, außer in Folge der gesetzlich vorgesehenen Mittel; und von Zeit zu Zeit wird eine regelmäßige Aufstellung der Einnahmen und Ausgaben aller öffentlichen Gelder veröffentlicht.“
Diese Aufgabe erfüllte ab 1789 das Committee on Ways and Means. Bis 1865, der Zeit des Amerikanischen Bürgerkrieges, stieg der Bundeshaushalt auf 1,3 Milliarden US-Dollar. Dies führte zu einer erheblichen Arbeitsbelastung und der Entscheidung, die Bewilligung vom Ausschuss über Mittel und Wege abzutrennen. Diesen Schritt führte das US-Repräsentantenhaus am 2. März 1865 aus, dem Gründungsdatum des Committee on Appropriations.

## Mitglieder im 119. Kongress

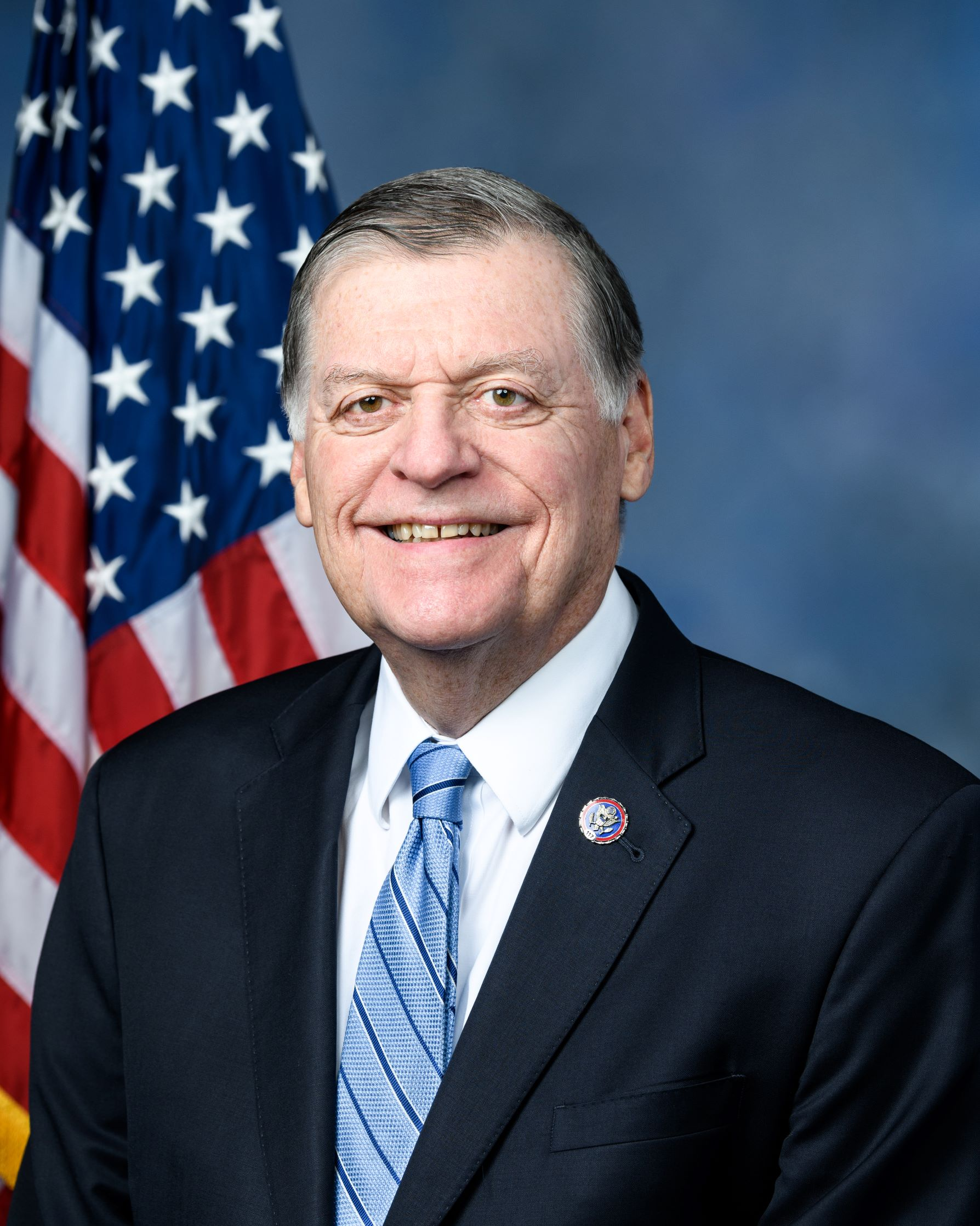
Tom Cole, Vorsitzender des Bewilligungsausschusses seit April 2024

Im 119. Kongress gehören dem Ausschuss 34 republikanische und 27 demokratische Abgeordnete an. Es gibt zwölf Unterausschüsse (Subcommittees).
| Republikaner | Demokraten |
| --- | --- |
| - Tom Cole (OK), Chair - Harold Rogers (KY) - Robert Aderholt (AL) - Michael Simpson (ID) - John Carter (TX) - Ken Calvert (CA) - Mario Diaz-Balart (FL), Vice Chair - Steve Womack (AR) - Chuck Fleischmann (TN) - David Joyce (OH) - Andy Harris (MD) - Mark Amodei (NV) - David Valadao (CA) - Dan Newhouse (WA) - John Moolenaar (MI) - John Rutherford (FL) - Ben Cline (VA) - Guy Reschenthaler (PA) - Ashley Hinson (IA) - Tony Gonzales (TX) - Julia Letlow (LA) - Michael Cloud (TX) - Michael Guest (MS) - Ryan Zinke (MT) - Andrew Clyde (GA) - Stephanie Bice (OK) - Scott Franklin (FL) - Jake Ellzey (TX) - Juan Ciscomani (AZ) - Chuck Edwards (NC) - Mark Alford (MO) - Nick LaLota (NY) - Dale Strong (AL) - Celeste Maloy (UT) - Riley Moore (WV) | - Rosa DeLauro (CT), Ranking Member - Steny Hoyer (MD) - Marcy Kaptur (OH) - James Clyburn (SC) - Sanford Bishop (GA) - Betty McCollum (MN) - Debbie Wasserman Schultz (FL) - Henry Cuellar (TX) - Chellie Pingree (ME) - Mike Quigley (IL) - Grace Meng (NY) - Mark Pocan (WI) - Pete Aguilar (CA) - Lois Frankel (FL) - Bonnie Watson Coleman (NJ) - Norma Torres (CA) - Ed Case (HI) - Adriano Espaillat (NY) - Josh Harder (CA) - Lauren Underwood (IL) - Susie Lee (NV) - Joseph Morelle (NY), Vice Ranking Member - Mike Levin (CA) - Madeleine Dean (PA) - Veronica Escobar (TX) - Frank Mrvan (IN) - Marie Gluesenkamp Perez (WA) - Glenn Ivey (MD) |

### Unterausschüsse
| Subcommittee                                                                       | Übersetzung                                                                                | Chair                    | Ranking Member                  |
| ---------------------------------------------------------------------------------- | ------------------------------------------------------------------------------------------ | ------------------------ | ------------------------------- |
| Agriculture, Rural Development, Food and Drug Administration, and Related Agencies | Landwirtschaft, ländliche Entwicklung, Food and Drug Administration und verwandte Behörden | Andy Harris (R-MD)       | Sanford Bishop (D-GA)           |
| Commerce, Justice, Science, and Related Agencies                                   | Handel, Justiz, Wissenschaft und verwandte Behörden                                        | Harold Rogers (R-KY)     | Grace Meng (D-NY)               |
| Defense                                                                            | Verteidigung                                                                               | Ken Calvert (R-CA)       | Betty McCollum (D-MN)           |
| Energy and Water Development and Related Agencies                                  | Energie- und Wasserwirtschaft und verwandte Behörden                                       | Chuck Fleischmann (R-TN) | Marcy Kaptur (D-OH)             |
| Financial Services and General Government                                          | Finanzdienstleistungen und allgemeine Regierungsangelegenheiten                            | David Joyce (R-OH)       | Steny Hoyer (D-MD)              |
| Homeland Security                                                                  | Heimatschutz                                                                               | Mark Amodei (R-NV)       | Lauren Underwood (D-IL)         |
| Interior, Environment, and Related Agencies                                        | Inneres, Umwelt und verwandte Behörden                                                     | Michael Simpson (R-ID)   | Chellie Pingree (D-ME)          |
| Labor, Health and Human Services, Education, and Related Agencies                  | Arbeit, Gesundheit und Soziale Dienste, Bildung und verwandte Behörden                     | Robert Aderholt (R-AL)   | Rosa DeLauro (D-CT)             |
| Legislative Branch                                                                 | Legislative                                                                                | David Valadao (R-CA)     | Adriano Espaillat (D-NY)        |
| Military Construction, Veterans Affairs, and Related Agencies                      | Militärischer Hochbau, Angelegenheiten der Veteranen und verwandte Behörden                | John Carter (R-TX)       | Debbie Wasserman Schultz (D-FL) |
| National Security, Department of State, and Related Agencies                       | Nationale Sicherheit, Außenministerium und verwandte Behörden                              | Mario Diaz-Balart (R-FL) | Lois Frankel (D-FL)             |
| Transportation, Housing and Urban Development, and Related Agencies                | Verkehr, Wohnungsbau und Stadtentwicklung und verwandte Behörden                           | Steve Womack (R-AR)      | James Clyburn (D-SC)            |

Stand 26. Juli 2025

## Mitglieder im 118. Kongress

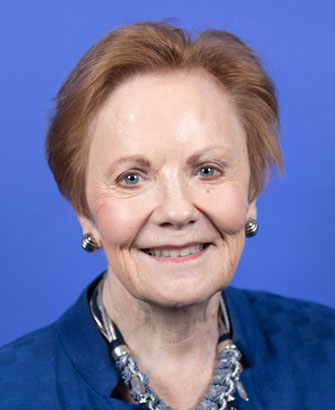
Kay Granger, Vorsitzende des Bewilligungsausschusses im 118. Kongress

Im 118. Kongress besteht der Ausschuss aus 34 Republikanern und 27 Demokraten. Es gibt zwölf Unterausschüsse (Subcommittees).
| Republikaner | Demokraten |
| --- | --- |
| - Norvell Kay Granger, Chairwoman - Harold Dallas Rogers - Robert Brown Aderholt - Michael Keith Simpson - John Rice Carter - Kenneth Stanton Calvert - Thomas Jeffery Cole - Mario Rafael Diaz-Balart Caballero - Stephen Allen Womack - Charles Joseph Fleischmann - David Patrick Joyce - Andrew Peter Harris - Mark Eugene Amodei - Christopher Douglas Stewart - David Valadao - Daniel Milton Newhouse - John Robert Moolenaar - John Henry Rutherford - Benjamin Lee Cline - Guy Lorin Reschenthaler - Michael Joseph Garcia - Ashley Elizabeth Hinson - Ernest Anthony Gonzales II - Julia Janelle Letlow - Michael Jonathan Cloud - Michael Patrick Guest - Ryan Keith Zinke - Andrew Scott Clyde - Jacob Andrew Joseph LaTurner - Jerry Lee Carl Jr. - Stephanie Irene Bice - Clifford Scott Franklin - John Kevin Ellzey senior - Juan Guadalupe Ciscomani III | - Rosa Luisa DeLauro, Ranking Member - Steny Hamilton Hoyer - Marcia Carolyn Kaptur - Sanford Dixon Bishop Jr. - Barbara Jean Lee - Betty Louise McCollum - Charles Albert Ruppersberger - Deborah Wasserman Schultz - Enrique Roberto Cuellar - Rochelle Marie Pingree - Michael Bruce Quigley - Derek Christian Kilmer - Matthew Alton Cartwright - Grace Meng - Mark William Pocan - Peter Rey Aguilar - Lois Jane Frankel - Bonnie M. Watson Coleman - Norma Judith Torres - Edward Espennet Case - Adriano de Jesús Espaillat Cabra - Joshua Keck Harder - Jennifer Lynn Wexton - David John Trone - Lauren Ashley Underwood - Suzanne Marie Lee - Joseph D. Morelle |

### Unterausschüsse
Die Unterausschüsse sind Spiegelbilder der Ausschüsse des Senate Committee on Appropriations.
| Subcommittee                                                                       | Übersetzung                                                                                 | Chair (Vorsitz)                    | Ranking Member                   |
| ---------------------------------------------------------------------------------- | ------------------------------------------------------------------------------------------- | ---------------------------------- | -------------------------------- |
| Agriculture, Rural Development, Food and Drug Administration, and Related Agencies | Landwirtschaft, Ländliche Entwicklung, Food and Drug Administration, und verwandte Behörden | Andrew Peter Harris                | Sanford Dixon Bishop Jr.         |
| Commerce, Justice, Science, and Related Agencies                                   | Handel, Justiz, Wissenschaft, und verwandte Behörden                                        | Harold Dallas Rogers               | Matthew Alton Cartwright         |
| Defense                                                                            | Verteidigung                                                                                | Kenneth Stanton Calvert            | Betty Louise McCollum            |
| Energy and Water Development, and Related Agencies                                 | Energie- und Wasserentwicklung, und verwandte Behörden                                      | Charles Joseph Fleischmann         | Marcia Carolyn Kaptur            |
| Financial Services and General Government                                          | Finanzdienstleistungen und allgemeine Regierung                                             | Stephen Allen Womack               | Steny Hamilton Hoyer             |
| Homeland Security                                                                  | Heimatschutz                                                                                | David Patrick Joyce                | Enrique Roberto Cuellar          |
| Interior, Environment, and Related Agencies                                        | Inneres, Umwelt, und verwandte Behörden                                                     | Michael Keith Simpson              | Rochelle Marie Pingree           |
| Labor, Health and Human Services, Education, and Related Agencies                  | Arbeit, Gesundheit und Sozialdienste, Bildung, und verwandte Behörden                       | Robert Brown Aderholt              | Rosa Luisa DeLauro               |
| Legislative Branch                                                                 | Gesetzgebung                                                                                | Mark Eugene Amodei                 | Adriano de Jesús Espaillat Cabra |
| Military Construction, Veterans Affairs, and Related Agencies                      | Militärische Bauten, Veteranenangelegenheiten, und verwandte Behörden                       | John Rice Carter                   | Deborah Wasserman Schultz        |
| State, Foreign Operations, and Related Programs                                    | Staat, Auslandseinsätze, und verwandte Programme                                            | Mario Rafael Diaz-Balart Caballero | Barbara Jean Lee                 |
| Transportation, and Housing and Urban Development, and Related Agencies            | Transport, und Wohnungsbau und Stadtentwicklung, und verwandte Behörden                     | Thomas Jeffery Cole                | Michael Bruce Quigley            |

## Mitglieder im 117. Kongress

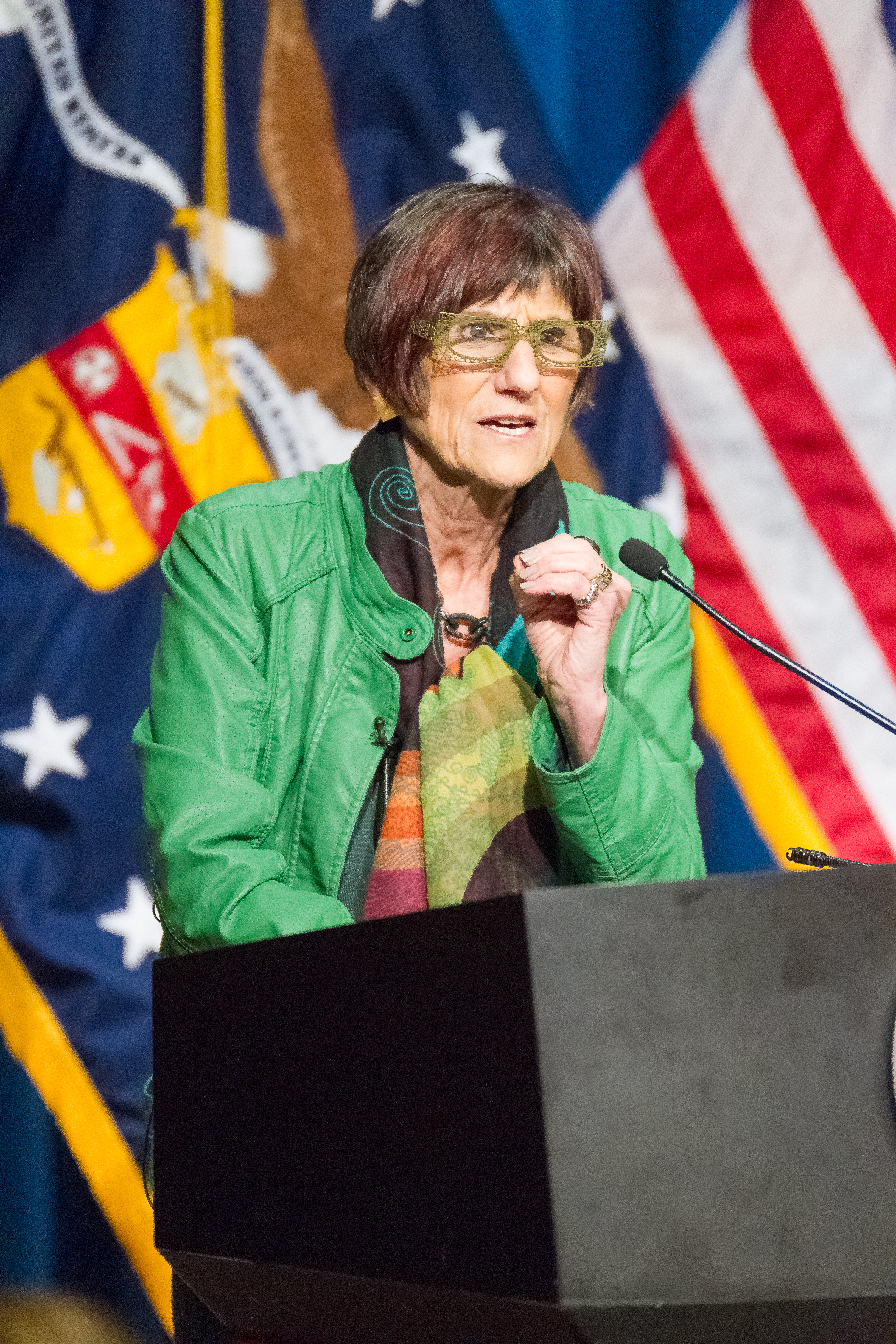
Rosa DeLauro, Vorsitzende des Bewilligungsausschusses im 117. Kongress

Im 117. Kongress bestand der Ausschuss aus 33 Demokraten und 26 Republikanern. Es gab zwölf Unterausschüsse (Subcommittees).
| Demokraten | Republikaner |
| --- | --- |
| - Rosa Luisa DeLauro, Chairwoman - Marcia Carolyn Kaptur - David Eugene Price - Lucille Roybal-Allard - Sanford Dixon Bishop Jr. - Barbara Jean Lee - Betty Louise McCollum - Timothy John Ryan - Charles Albert Ruppersberger - Deborah Wasserman Schultz - Enrique Roberto Cuellar - Rochelle Marie Pingree - Michael Bruce Quigley - Derek Christian Kilmer - Matthew Alton Cartwright - Grace Meng - Mark William Pocan - Katherine Marlea Clark - Peter Rey Aguilar - Lois Jane Frankel - Cheryl Lea Callahan-Bustos - Bonnie M. Watson Coleman - Brenda Lulenar Lawrence - Norma Judith Torres - Ann Leila Kirkpatrick - Edward Espennet Case - Adriano de Jesús Espaillat Cabra - Joshua Keck Harder - Jennifer Lynn Wexton - David John Trone - Lauren Ashley Underwood - Suzanne Marie Lee - Joseph D. Morelle | - Norvell Kay Granger, Ranking Member - Harold Dallas Rogers - Robert Brown Aderholt - Michael Keith Simpson - John Rice Carter - Kenneth Stanton Calvert - Thomas Jeffery Cole - Mario Rafael Diaz-Balart Caballero - Stephen Allen Womack - Charles Joseph Fleischmann - Jaime Lynn Herrera Beutler - David Patrick Joyce - Andrew Peter Harris - Mark Eugene Amodei - Christopher Douglas Stewart - Steven McCarthy Palazzo - David Valadao - Daniel Milton Newhouse - John Robert Moolenaar - John Henry Rutherford - Benjamin Lee Cline - Guy Lorin Reschenthaler - Michael Joseph Garcia - Ashley Elizabeth Hinson - Ernest Anthony Gonzales II - Julia Janelle Letlow |

### Unterausschüsse
Die Unterausschüsse sind Spiegelbilder der Ausschüsse des Senate Committee on Appropriations.
| Subcommittee                                                                       | Übersetzung                                                                                 | Chair (Vorsitz)           | Ranking Member                     |
| ---------------------------------------------------------------------------------- | ------------------------------------------------------------------------------------------- | ------------------------- | ---------------------------------- |
| Agriculture, Rural Development, Food and Drug Administration, and Related Agencies | Landwirtschaft, Ländliche Entwicklung, Food and Drug Administration, und verwandte Behörden | Sanford Dixon Bishop Jr.  | Andrew Peter Harris                |
| Commerce, Justice, Science, and Related Agencies                                   | Handel, Justiz, Wissenschaft, und verwandte Behörden                                        | Matthew Alton Cartwright  | Robert Brown Aderholt              |
| Defense                                                                            | Verteidigung                                                                                | Betty Louise McCollum     | Kenneth Stanton Calvert            |
| Energy and Water Development, and Related Agencies                                 | Energie- und Wasserentwicklung, und verwandte Behörden                                      | Marcia Carolyn Kaptur     | Michael Keith Simpson              |
| Financial Services and General Government                                          | Finanzdienstleistungen und allgemeine Regierung                                             | Michael Quigley           | Stephen Allen Womack               |
| Homeland Security                                                                  | Heimatschutz                                                                                | Lucille Roybal-Allard     | Charles Joseph Fleischmann         |
| Interior, Environment, and Related Agencies                                        | Inneres, Umwelt, und verwandte Behörden                                                     | Rochelle Marie Pingree    | David Patrick Joyce                |
| Labor, Health and Human Services, Education, and Related Agencies                  | Arbeit, Gesundheit und Sozialdienste, Bildung, und verwandte Behörden                       | Rosa Luisa DeLauro        | Thomas Jeffery Cole                |
| Legislative Branch                                                                 | Gesetzgebung                                                                                | Timothy John Ryan         | Jaime Lynn Herrera Beutler         |
| Military Construction, Veterans Affairs, and Related Agencies                      | Militärische Bauten, Veteranenangelegenheiten, und verwandte Behörden                       | Deborah Wasserman Schultz | John Rice Carter                   |
| State, Foreign Operations, and Related Programs                                    | Staat, Auslandseinsätze, und verwandte Programme                                            | Barbara Jean Lee          | Harold Dallas Rogers               |
| Transportation, and Housing and Urban Development, and Related Agencies            | Transport, und Wohnungsbau und Stadtentwicklung, und verwandte Behörden                     | David Eugene Price        | Mario Rafael Diaz-Balart Caballero |